# Epactoides vagecarinatus
Epactoides vagecarinatus là một loài bọ cánh cứng trong họ Bọ hung (Scarabaeidae).